# Obaga del Tic-tac
L'Obaga del Tic-tac és una obaga a cavall del terme municipal de Castell de Mur, dins de l'antic terme de Guàrdia de Tremp, al Pallars Jussà, en territori del poble de Cellers, i de Sant Esteve de la Sarga, en terres de Moror.
Està situada a ponent de Les Cases de l'Estació de Cellers, a llevant del Serrat Alt. És al nord i a llevant del Cinglo del Paborde i del Serrat de les Marrades.